# Список Александрійських патріархів
До списку входять єпископи та патріархи Коптської Православної Церкви

## Єпископи Александрійські
| Правління             | Ім'я | Додаткова інформація                           |
| --------------------- | --- | ---------------------------------------------- |
| ~43 — ~63             | Святий євангеліст Марко                                                                                    |                                                |
| ~63 — 83              | Св. Аніан                                                                                                  |                                                |
| ~84 — ~95             | Св. Авілій                                                                                                 |                                                |
| ~98 — ~106            | Кердон |                                                |
| ~106 — ~121           | Прим |                                                |
| ~121 — ~130           | Юст (Юстин)                                                                                                |                                                |
| ~131 — ~141           | Євмен |                                                |
| ~144 — ~152           | Марк II (Маркіян)                                                                                          |                                                |
| ~154 — ~166           | Келадіон (Келладій)                                                                                        |                                                |
| ~167 — ~178           | Агриппин                                                                                                   |                                                |
| 178 — 189             | Юліан |                                                |
| 189 — ~231            | Дімітрій                                                                                                   |                                                |
| ~232 — ~247           | Іракла (Геракл)                                                                                            |                                                |
| ~248 — ~264           | Св. Дионисий Великий                                                                                       |                                                |
| ~265 — 9.04.282       | Св. Максим (Максиміан)                                                                                     |                                                |
| 282 — 23.08.300       | Св. Феона                                                                                                  |                                                |
| 300 — 25.11.311       | сщмч. Петро I                                                                                              |                                                |
| ~312 — червень 313    | Ахілла |                                                |
| 313 — 19.04.326       | Святий Олександр Александрійський перший опонент Арія, не путати з Святим Олександром Константинопольським | Перший Нікейський Собор (засудження аріанства) |
| 328—336               | Св. Афанасій Великий                                                                                       |                                                |
| ~337 — ~338           | Піст |                                                |
| 23.11.337 — 19.03.339 | Св. Афанасій                                                                                               | вдруге                                         |
| 339…341 — 344…346     | Григорій                                                                                                   |                                                |
| 23.10.346 — 9.02.356  | Св. Афанасій                                                                                               | третє                                          |
| 24.02.357 — 2.10.358  | Георгій |                                                |
| 26.11.361 — 24.12.361 | Георгій | вдруге                                         |
| кін. 361              | Лукій |                                                |
| 21.02.362 — 24.10.362 | Св. Афанасій                                                                                               | 4-й раз                                        |
| поч. 364 — 4.05.365   | Св. Афанасій                                                                                               | 5-й раз                                        |
| груд. 365             | Лукій | повторно                                       |
| 1.02.366 — 2.05.373   | Св. Афанасій                                                                                               | 6-й раз                                        |
| 373 — 374             | Петро II                                                                                                   |                                                |
| 375 — 30.05.378       | Лукій | 3-й раз                                        |
| 379 — 14 чи 15.02.380 | Петро II                                                                                                   | вдруге                                         |

## Патріархи Александрійські
| Правління                     | Ім'я                                         | Додаткова інформація                         |
| ----------------------------- | -------------------------------------------- | -------------------------------------------- |
| 380 — 20.07.384 чи 385        | Св. Тимофій I                                |                                              |
| 384 чи 385 — 15.10.412        | Феофіл                                       |                                              |
| 17.10.412 — 27.06.444         | Св. Кирило Великий (Кирило Александрійський) |                                              |
| 444 — 1.09.451                | Діоскор                                      | Халкидонський собор (засудження монофізитів) |
| лист. 451 — 28.03.457         | Св. Протерій                                 |                                              |
| березень 457 — січень 460     | Тимофій II Елур                              |                                              |
| червень 460 — грудень 475     | Тимофій III Салофакіол                       |                                              |
| кін. 475 — 31.07.477          | Тимофій II Елур                              | повторно                                     |
| літо 477 — 4.09.477           | Петро III Монг                               |                                              |
| вересень 477 — червень 482    | Тимофій III Салофакіол                       | повторно                                     |
| червень 482 — грудень 482     | Іоанн I Талайя                               |                                              |
| грудень 482 — 29 чи 31.10.489 | Петро III Монг                               | повторно                                     |
| 489/90 — 17.09.496/97         | Афанасій II Кіліт                            |                                              |
| 496 — 29.04.505…507           | Іоанн II Меліс                               |                                              |
| ~507 — 22.05.516/17           | Іоанн III Нікіот                             |                                              |
| 516/17 — 9.10.517…520         | Діоскор II                                   |                                              |
| бл. 520 — 7.02.535…537        | Тимофій IV                                   |                                              |

Рожевим кольором виділені послідовники Арія — аріани.
Зеленим кольором — монофізити.

### Розкол кафедри нахалкидонськуіантихалкидонську(536—580)
- Феодосій I, антихалкідоніт (з 535—537)
- Гайан (Гайна), антихалкідоніт (з 536—537)
- Павло Тавеннісіот (бл. 539—540/41)
- Зоіл (бл. 541 — липень 551)
- св. Аполлінарій (551 — бл. 568)
- Іоанн IV (бл. 569 — бл. 579)
- вдівство кафедри
- св. Євлогій I (бл. 580 — 13 лютий 607/08; пам'ять: 13 лютого)
- Феодор (Феодосії) Скрібон (607/08 — 3 грудня 609)
- св. Іоанн V Милостивий (609/10 — 619/20; пам'ять: 12 листопада)
- Георгій I ((бл. 621 — бл. 630)
- Кір, монофеліт (630/631 — 642 … 644)
- Петро IV (642 … 644—651 … 654)
- вдівство кафедри
- Іоанн VI (?)
- Євтихій (?)
- Петро V (?)
- Петро VI (?) (Кін. VII ст.), Один з підписантів рішень Трулльского собору (691—692)